# Portoviejo
Portoviejo est une ville d'Équateur et la capitale de la province de Manabi. Elle est également le chef-lieu du canton de Portoviejo. Sa population était estimée à 193 549 habitants en 2007.

## Géographie
Portoviejo est située à 20 km de l'océan Pacifique et à 31 km au sud-est de la ville portuaire de Manta.

## Histoire
Portoviejo fut fondée le 12 mars 1535 par le capitaine espagnol Francisco Pacheco sous le nom de Villa Nueva de San Gregorio de Portoviejo.

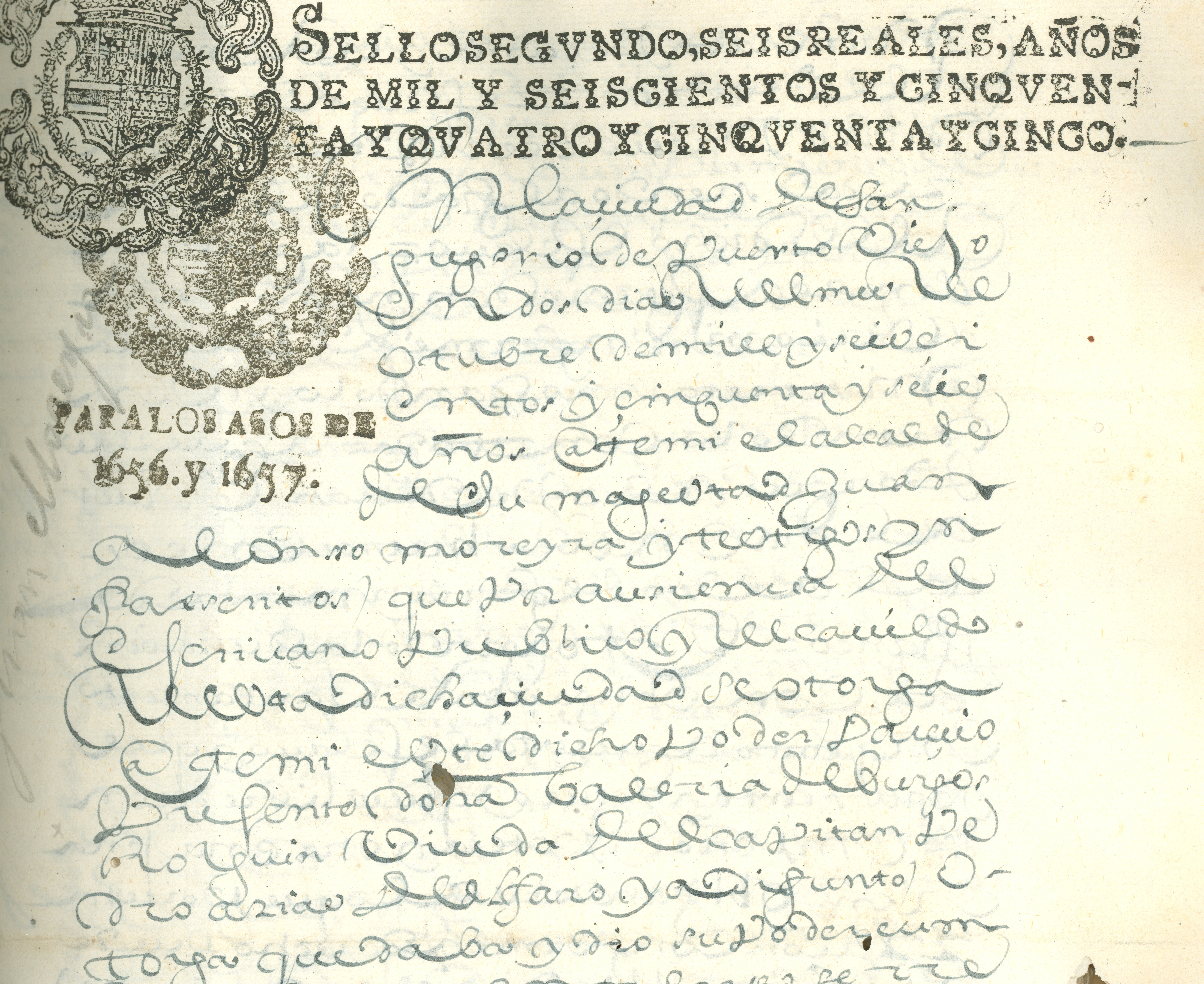
Acte des années 1656-1657

Elle est de nos jours le siège de plusieurs institutions d'enseignement supérieur et compte des dizaines d'écoles et de collèges. Il existe des centres régionaux de presque toutes les institutions de l'État.

## Population
La population de Portoviejo est composée de descendants d'Espagnols, de métis, des minorités noires, italienne, libanaise et les descendants des cultures dans la région. Portoviejo comptait 171 847 habitants au recensement de 2001 et 193 549 habitants selon une estimation officielle de 2007.

## Économie
La vallée dans laquelle se trouve la ville est riche en production de tomates, oignons, poivre, bananes, mangues et autres fruits tropicaux. Le secteur industriel est en train d'émerger, notamment le secteur agroalimentaire. Portoviejo a également une importante activité commerciale.

## Galerie

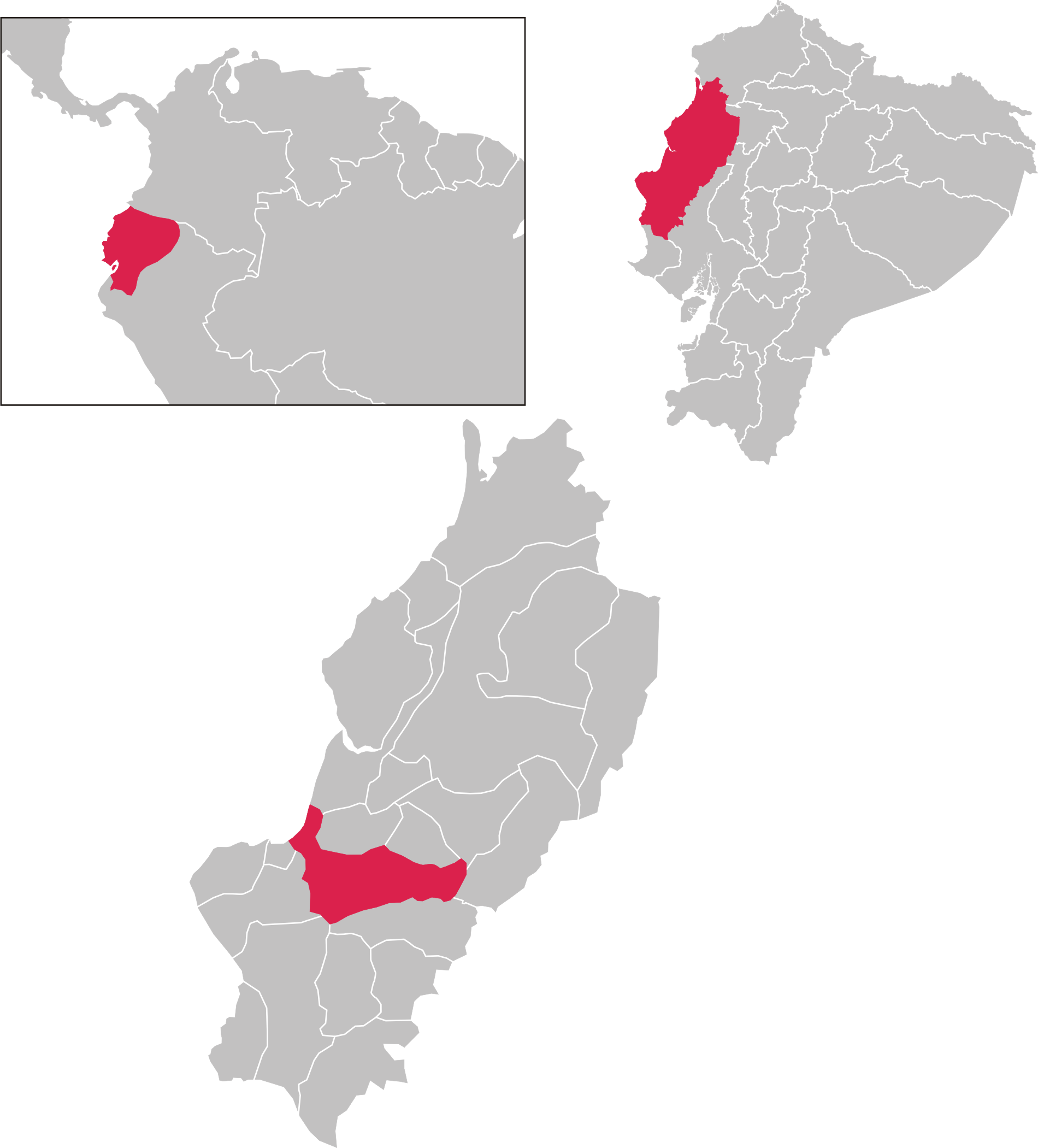
Localisation de la ville